# Hannah Elsy
Hannah Elsy (ur. 28 grudnia 1986 w Londynie) – brytyjska wioślarka.

## Osiągnięcia
- Mistrzostwa Świata Juniorów – Banyoles 2004 – czwórka bez sternika – 6. miejsce[1].
- Mistrzostwa Europy – Ateny 2008 – ósemka – 2. miejsce[1].